# Several Species of Small Furry Animals Gathered Together in a Cave and Grooving with a Pict
Several Species of Small Furry Animals Gathered Together in a Cave and Grooving With a Pict és un tema escrit i interpretat per Roger Waters a l'àlbum Ummagumma del grup britànic de rock progressiu Pink Floyd. És la quarta cançó de la cara A de l'àlbum.
El tema consisteix en diversos minuts de sorolls estranys que semblen ocells, seguit de la lletra del tema interpretat per Roger Water amb un accent escocès. Els Picts (pictes en català) eren un poble indígena d'Escòcia abans de ser exterminats pels irlandesos i els víkings.
Several Species of Small Furry Animals Gathered Together in a Cave and Grooving With a Pict va incloure's en el recopilatori Works publicat el 1983.

## En viu
El tema es va interpretar molt poques vegades en viu, inclosa com a part de la conclusió de Sysyphus, entre el novembre de 1969 i el febrer de 1970.